# シャンパーニュ＝シュル＝セーヌ
シャンパーニュ＝シュル＝セーヌ（Champagne-sur-Seine）は、フランス、イル＝ド＝フランス地域圏、セーヌ＝エ＝マルヌ県のコミューン。

## 地理
コミューンはフォンテーヌブローの東9km、ブリー高原の南端にあたる、セーヌ川右岸の曲がり角に位置している。コミューン面積は北部において513ヘクタールの森林が占めている。
コミューンには鉄道駅があり、ムラン-エリシー-モントゥロー方面の路線が通る。

## 由来
ラテン語のcampus（平原）と、コミューン名に含まれる同名の川の名からなる。Villadque Campania dicitur、Champaigne-sur-Seine-lez-Moret-en-Gâtinois、Champaigne-lez-Sainct-Nemer、Champaigne - Champaigne-lez-Fontainebleauと移り変わった。1899年9月1日の法令により、単にシャンパーニュという名だったコミューンは正式にシャンパーニュ＝シュル＝セーヌとなった。

## 人口統計
| 1962年 | 1968年 | 1975年 | 1982年 | 1990年 | 1999年 | 2004年 | 2015年 |
| ------ | ------ | ------ | ------ | ------ | ------ | ------ | ------ |
| 4837   | 5298   | 5543   | 5406   | 6092   | 6594   | 6593   | 6179   |

参照元:1962年から1999年までは複数コミューンに住所登録をする者の重複分を除いたもの。それ以降は当該コミューンの人口統計によるもの。1999年までEHESS/Cassini、2006年以降INSEE

## ギャラリー

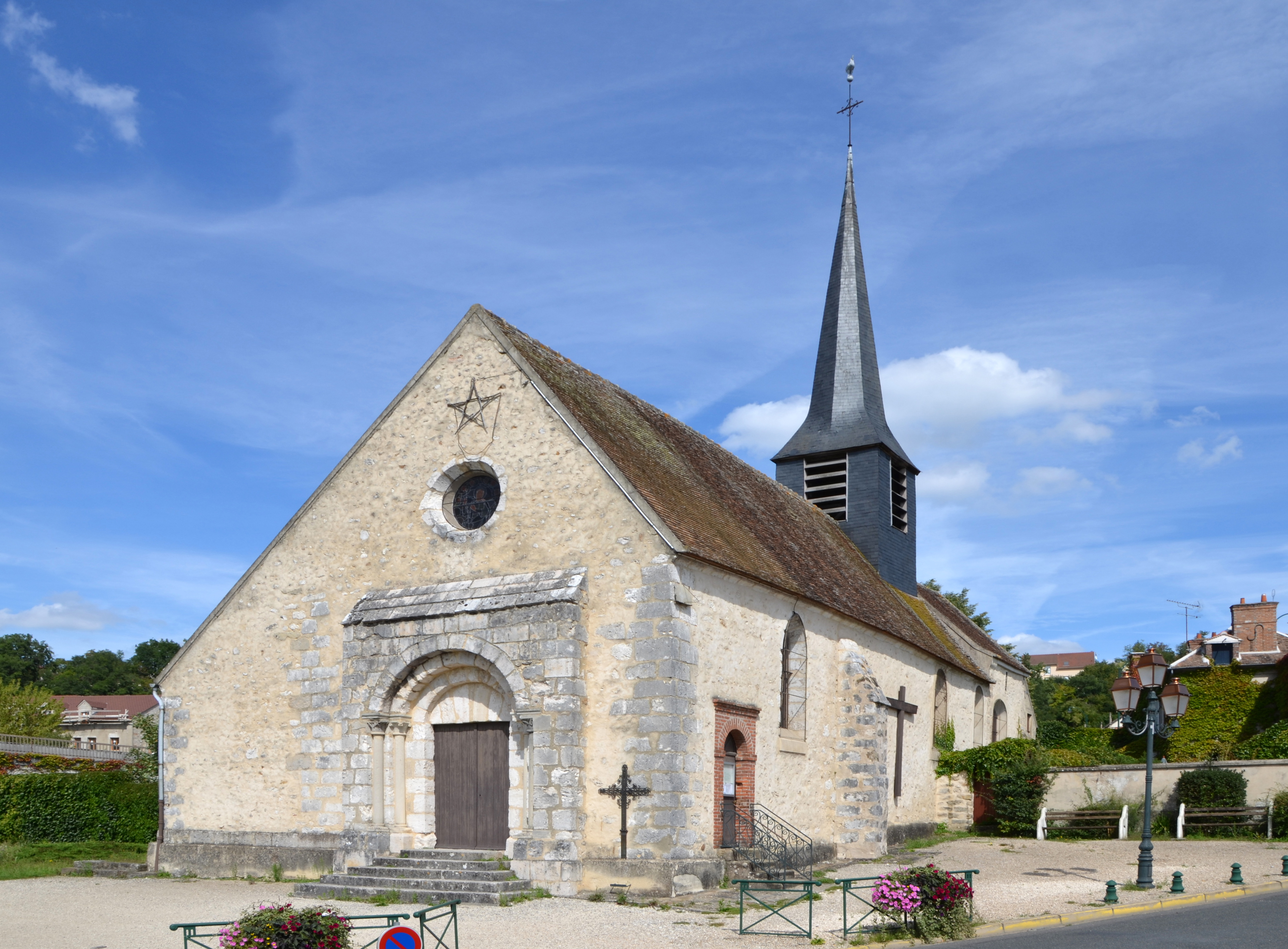
ノートル・ダム教会
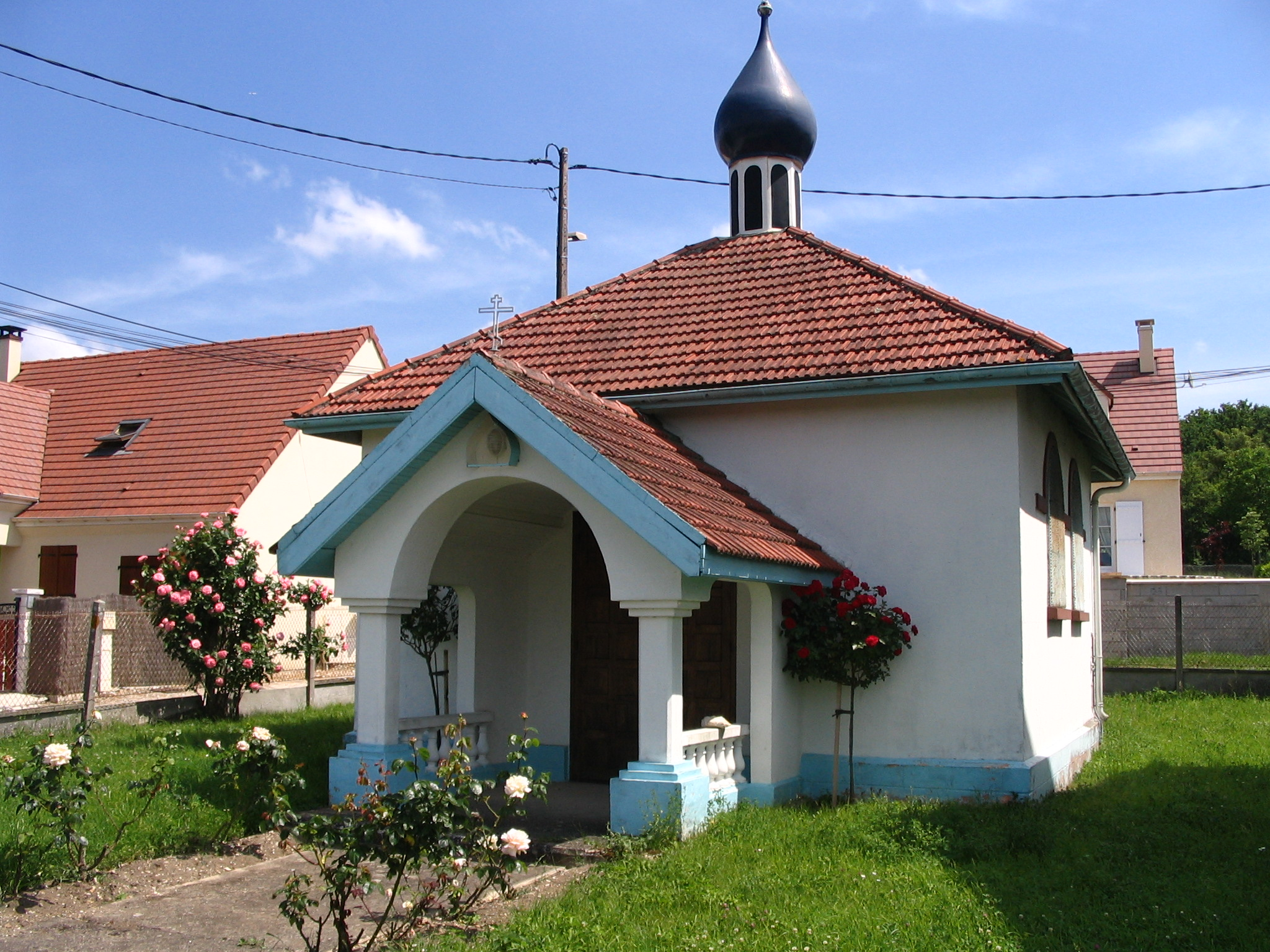
ロシア正教会の礼拝堂
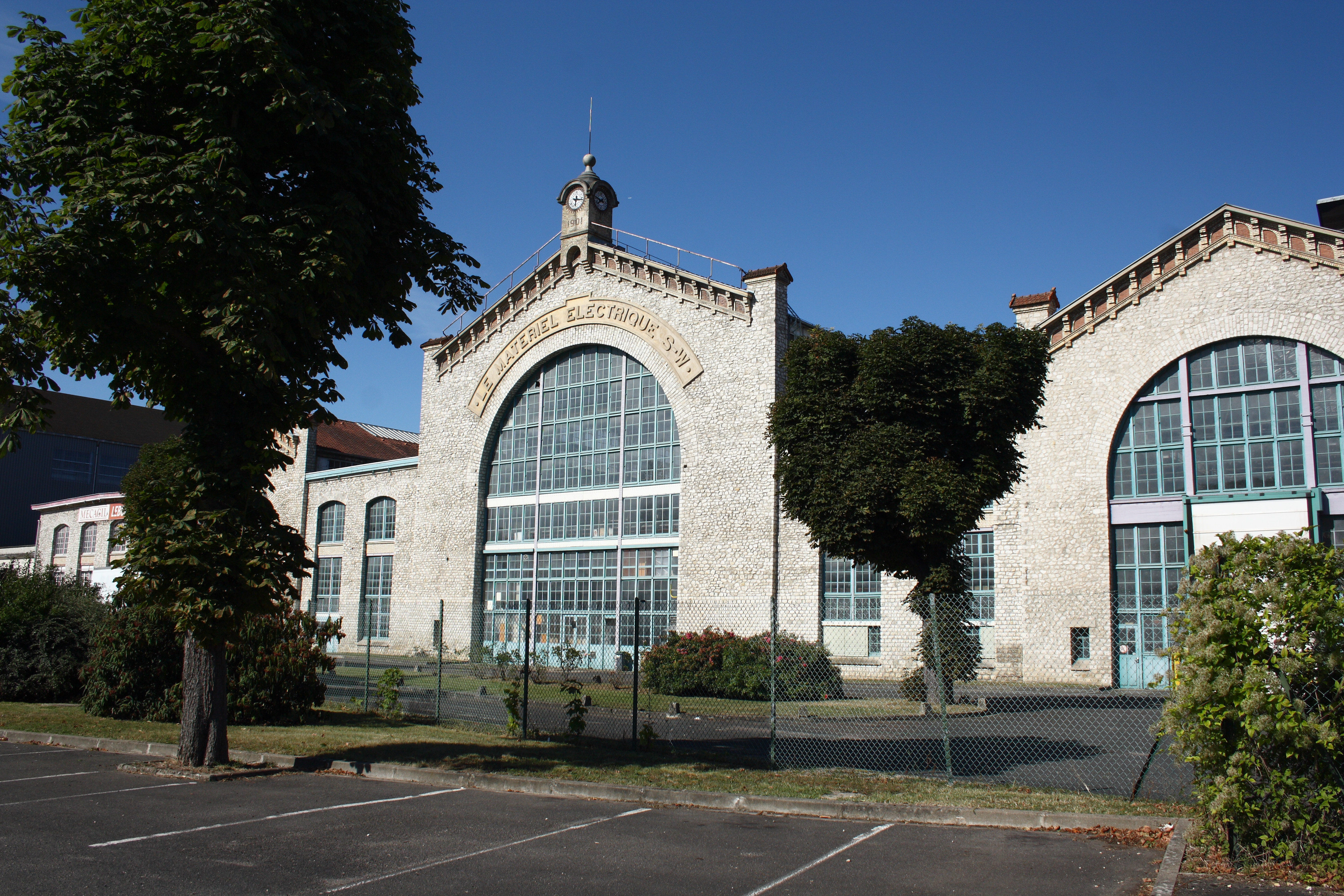
シュネデール社の旧工場建物